# Анчевський Мартин Никанор
Мартин Никанор Анчевський (пол. Marcin Nykanor Anczewski, варіанти написання прізвища — Анчовський, Янчовський, Янчевський; пом. 1682) — львівський райця, бургомістр, купець, війт, лавник. Секретар 4-х королів Польщі, правителів Речі Посполитої, доктор медицини, доктор філософії.

## Біографія
Син Марціна Анчевського — львівського лавника та «платнера», та його дружини — Катаріни з Шольців.
На час першої облоги військами Богдана Хмельницького М. Анчевський був на третьому місці за статками у польській громаді Львова, якщо ж ранжувати безвідносно до національності — на шостому. Такі дані наводить комісія, яка 1656 р. займалася оцінкою майна громадян і залежно від її результатів призначала суму внеску у виплату боргу, що утворився після відкупу міста від облоги.
Учасник делегації Львова під час перемовин з Богданом Хмельницьким 1655 року. Купець (торгівля вином), війт, лавник міста. Мав також посади «консула» (райці), «проконсула» (бурмістра) Львова. Представник Львова на весіллі Яна ІІ, коронації Яна ІІІ (тоді сказав, що варто перейменувати місто на «Joannopolis» на знак вдячності за доброчинність, опіку, порятунок «Леополіса»). Був власником «Чорної кам'яниці». Помер 1682 року, був похований у костелі єзуїтів (Львів).

## Твори
- Homagium civitatis leopoliensis metropolis Russiae… Joanni III Regi… Cracoviae sub felici sua coronatione praestitum Anno D. 1676 D 7 Apr. [Львів, після 7.IV 1676].
- Salutatio Serenissimi Ioannis III Poloniae regis post felicem reditum ex castris Zoraviensibus et conclusam cum Turcis et Tartaris pacem… Львів, після 15.XII 1676.
- Campus intra et supra campum…1676 … per Martini Anczowski. Typis Collegii Sieniauiani Soc. Iesu  [Архівовано 17 травня 2014 у Wayback Machine.]

## Вшанування
- Вулиця у Львові на честь його родини (тепер Вулиця Васильківського).[2]

### Сім'я
Був двічі одружений. Перша дружина — Реґіна, вдова Яна Габермана (Абермана) — львівського лікаря, донька Яна Лоренцовича. Мав з нею доньку Ганну Анчевську, згодом Шимонович — дружину лікаря Анджея. 
Друга дружина — Маріанна Таузен, представниця «фрауцимеру» королеви Марії Казимири Собеської.